# Valerio Menon
Valerio Menon (Torino, 20 febbraio 1987) è un musicista e artigiano italiano.

## Biografia
Nasce musicalmente nel 2000 come batterista. Dopo aver frequentato il centro jazz di Torino prende parte a diverse band locali, tra cui gli E.Z.R.A. Page, prodotti nell'autunno del 2006 da William Benedetti, gia' produttore di Timoria.
Nel 2012 lascia la batteria per dedicarsi all'Handpan. Da allora ha suonato oltre 200 concerti ed ha pubblicato due dischi.
Nel 2015 decide di dedicarsi anche alla produzione di Handpan. Da allora è la sua principale attività.
Vive a Thun.

## Discografia

### Con E.Z.R.A. Page
- 2007 - Days to swallow (Cursed Music)

### Solista
- 2013 - Conversation with strangers (Autoprodotto)
- 2015 - SlowMotion Replay (OneAgainstAll Records)

### EP
- 2014 WiedikonLAB (WLProductions)